# Centre-Val de Loire
Centre-Val de Loire, până la 1 ianuarie 2015 numită Centru (în franceză Centre), este una dintre cele 18 de regiuni ale Franței. Capitala regiunii este orașul Orléans, iar cel mai mare oraș – Tours. Regiunea cuprinde 6 departamente.

## Istorie

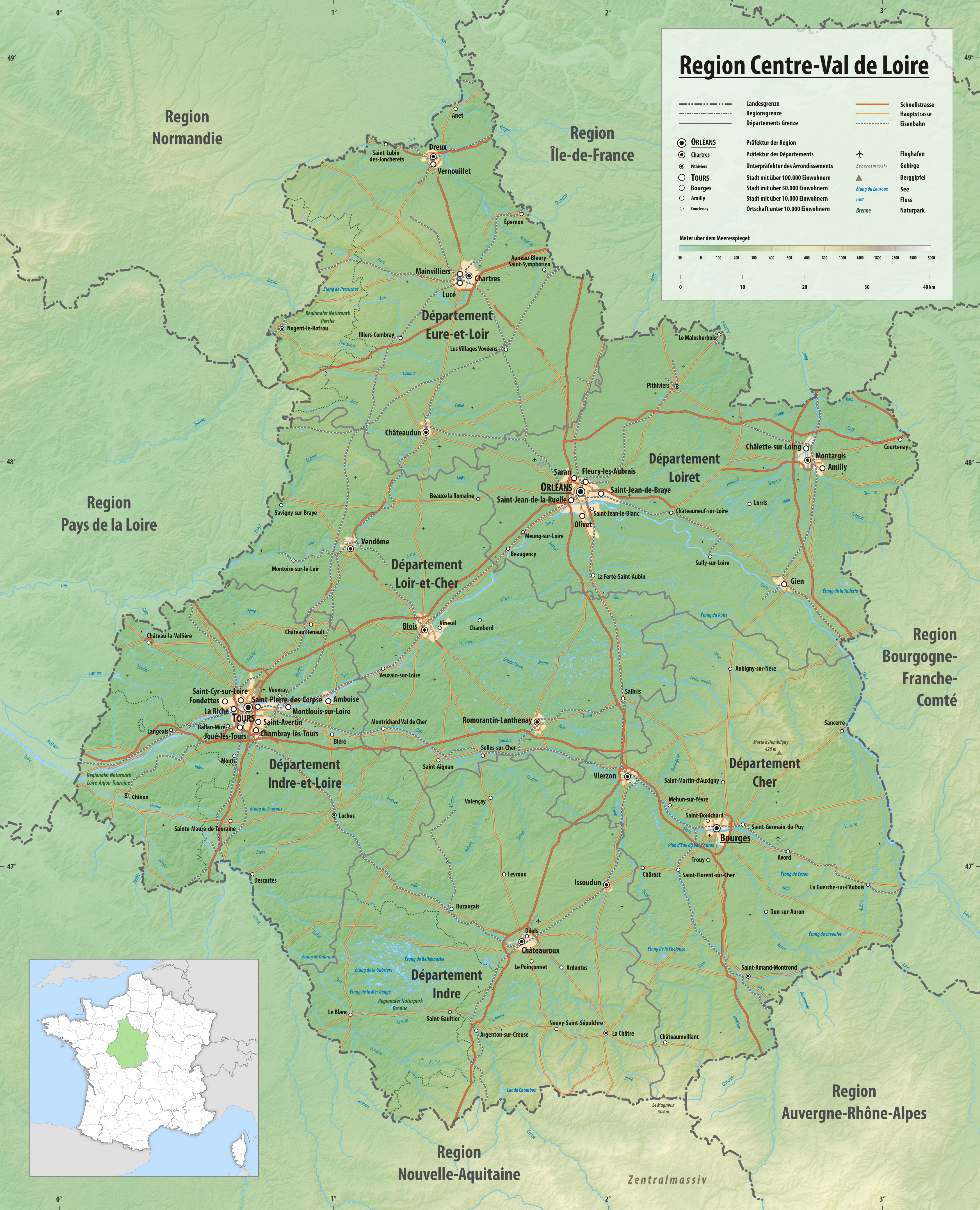
Harta regiunii

Regiunea corespunde fostelor provincii franceze Orléanais, Touraine, Berry și o parte din Perche. Numele a fost ales doar pe considerente geografice deoarece regiunea cuprinde mult prea multe regiuni istorice importante pentru a permite folosirea unui nume istoric. De-a lungul Loarei care străbate regiunea, se află marea parte din celebrele castele de pe Valea Loarei ceea ce indică faptul că regiunea este una dintre cele mai importante regiuni istorice ale Franței.

## Geografie
Relieful predominant este de câmpie, străbătută de Loara și de afluenții săi Cher, Indre și Eure. ce formează văi late dar nu excepțional de adânci.

## Economie
Din punct de vedere economic, regiunea este una dintre cele mai dezvoltate ale Franței. Este cea mai importantă regiune producătoare de cereale din Franța și din Uniunea Europeană, și a 5-a regiune industrială a țării. Este un producător important de medicamente, cosmetice, cauciuc și a doua regiune producătoare de electricitate din Franța. De asemenea, Valea Loarei este o importantă regiune viticolă a Franței.
1. ↑  Q124947228[*] Verificați valoarea |titlelink= (ajutor)